# Pedro Henrique de Santana Almeida
Pedro Henrique (sinh ngày 28 tháng 3 năm 1991) là một cầu thủ bóng đá Brasil thi đấu ở vị trí tiền đạo,  hiện tại thi đấu cho Daejeon Citizen ở K League 2.